# Automobilizam prije 1906.
Automobilizam prije 1906. obuhvaća razdoblje od 1894. kada se vozila prva organizirana utrka na relaciji Pariz-Rouen, pa do 1906. odnosno prve sezone Velikih nagrada (Grand Prix).

## Početak utrkivanja
Iako se Utrka Pariz-Rouen 1894. danas smatra prvom organiziranom automobilističkom utrkom, istina je da su se i prije toga događaja održale pojedine utrke.

### Manchester 1867.
Legenda kaže da se prva automobilistička utrka dogodila nakon što je izgrađen drugi automobil. Povijesni zapisi međutim, pokazuju da je proteklo gotovo jedno stoljeće od pronalaska "samohodne motorne kočije" do prve dokumentirane utrke, koja se dogodila prije otprilike 150 godina. Najstariji zapis jedne automobilističke utrke potječe iz 1867. Te su se godine 26. kolovoza pokraj Manchestera, Isaac Boulton i Daniel Adamson natjecali tko će prije prijeći udaljenost od 13 kilometara između naselja Ashton-under-Lyne i Old Trafforda - tada također tek manjeg naselja pokraj Manchestera. Utrka je objavljena u magazinu Engineer četiri dana kasnije 30. kolovoza.
Premda niti jedan prikaz utrke ne otkriva kako su se i zašto Boulton i Adamson međusobno izazvali, zna se da su se dogovorili da će početi u 4:30 ujutro u Boultonovom rodnom gradu Ashton-under-Lyneu, a zatim nastaviti kroz Manchester i završiti na sajmu u Old Traffordu, što je danas pola sata vožnje automobilom. Adamson je stigao s relativno masivnim dvocilindričnim cestovnim vozilom. Vrlo dobro konstruiran motor, glasila je rečenica u Engineeru, pri čemu je svaki cilindar imao 283 kubična centimetara. Boulton je, s druge strane, pronašao dijelove svog vozila doslovno na hrpi starog željeza. Vozilo je prvobitno imao četiri priljubljena kotača za potrebe željeznice, ali Boulton je dva prednja kotača kojima se moglo upravljati prikačio za volan, a stražnja dva je zamijenio za cestovne kotače. Puno manji od Adamsonovog, Boulton je imao jednocilindrični motor od oko 128 kubičnih centimetara.
Unatoč početnoj prednosti koju je Adamson ostvario na početku utrke, Boulton ga je sustigao. Engineer je pisao da je Boultonovo vozilo, s pet putnika na njemu, prestiglo Adamsonovo u prvoj milji utrkivanja, te održavalo vodstvo do kraja utrke. Motor koji je napravio gospodin Boulton prešao je prve četiri milje u šesnaest minuta.
Procjenjuje se da je brzina dosegla čak 15 milja na sat. Umjesto da piju iz cipele ili se prskaju šampanjcem kako bi proslavili pobjedu, Boulton i Adamson su poduzeli malu demonstraciju okretnih sposobnosti svojih parnih vozila na sajmu nakon utrke. Ova utrka se smatra ilegalnom, pošto je parlament samo nekoliko godina prije usvojio zloglasni Zakon o Crvenoj zastavi koja je ograničavala "putne lokomotive" vožnjom 4 milja na sat izvan grada i 2 milja na sat u gradovima. Tu najvjerojatnije leži razlog zašto su se zato Boulton i Adamson dogovorili da će utrku započeti u 4:30 ujutro i zašto do danas nitko ne zna sigurno tko je upravljao vozilima tijekom trke. Pretpostavlja se da je Boultonovim vozilom upravljao njegov sin, a da je sâm Boulton bio tek jedan od putnika na svom vozilu, dok je Adamsonovim vozilom upravljao sâm Adamson. Gdje i kako su završila ova dva vozila nakon utrke, također je nepoznanica.

### Wisconsin 1878.
Utrka u Wisconsinu 1878. se također negdje spominje kao prva automobilistička utrka. Tada je zakonodavna vlast američke savezne države Wisconsin raspisala nagradu od 10.000 dolara pobjedniku (oko 250.000 dolara danas), a utrka se trebala voziti od grada Green Bay do Madisona. Šest sudionika je pristupilo natjecanju, a svi su trebali sami izumiti i izraditi svoja vozila. Samo su dva sudionika u tome i uspjela. Vozilo The City of Green Bay koje je moglo voziti brzinom i do deset milja na sat i vozilo The City of Oshkosh koje je bilo dosta sporije, ali pouzdanije. Prosječna brzina tijekom cijele utrke je bila šest milja na sat, a vozilo Oshkosh je pobijedilo.

### Pariz 1887.
Još jedna u nizu utrka koja se po nekim izvorima smatra prvom u svijetu, odnosno vozila koja su sudjelovala na toj utrci se smatraju prvim trkaćim vozilima.
Dvije godine nakon što je Gottlieb Daimler izumio preteču suvremenog motornog automobila, odnosno godinu nakon što je Karlu Benzu dodijeljen patent za automobil na benzinski pogon, u Parizu 1887., glavni urednik malog Paris magazina, posvećenog vozilima s ljudskim pogonom (drugim riječima, biciklama), najavio je automobilsku utrku koja će se održati na udaljenosti od milje i četvrt, između mosta kod Neuilly sur Seinea i Bulonjske šume.

## Utrke od 1894. do 1905.
| 1894.                        |                                                       |                             |                       |
| Datum                        | Naziv utrke                                           | Pobjednik vozač             | Pobjednik konstruktor |
| 22. lipnja                   | Paris-Rouen                                           | Albert Lemaître             | Peugeot               |
| 1895.                        |                                                       |                             |                       |
| Datum                        | Naziv utrke                                           | Pobjednik vozač             | Pobjednik konstruktor |
| 18. svibnja                  | Torino–Asti–Torino                                    | Simone Federmann            | Daimler               |
| 11. – 13. lipnja             | Paris–Bordeaux–Paris                                  | Paul Koechlin               | Peugeot               |
| 28. studenog                 | Chicago Times-Herald                                  | Frank Duryea                | Duryea                |
| 1896.                        |                                                       |                             |                       |
| Datum                        | Naziv utrke                                           | Pobjednik vozač             | Pobjednik konstruktor |
| 26. travnja                  | Bordeaux–Langon                                       | Abel Bord                   | Peugeot               |
| 24. – 25. svibnja            | Bordeaux–Agen–Bordeaux                                | Gaston Bousquet             | Peugeot               |
| 30. svibnja                  | Cosmopolitan Magazine New York City–Irvington         | Frank Duryea                | Duryea                |
| 11. srpnja                   | Meeting of Spa                                        | Albert Laumaillé            | Peugeot               |
| 2. kolovoza                  | Lyon–Lagnieu                                          | Alphonse Eldin              | Peugeot               |
| 7. – 11. rujna               | Rhode Island–Providencia                              | Andrew Riker                | Riker Electric        |
| 24. rujna–3. listopada       | Paris–Marseille–Paris                                 | Émile Mayade                | Panhard               |
| 14. studenog                 | London–Brighton                                       | Léon Bollée                 | Bollée                |
| 1897.                        |                                                       |                             |                       |
| Datum                        | Naziv utrke                                           | Pobjednik vozač             | Pobjednik konstruktor |
| 29. – 31. siječnja           | Marseilles–Nice–La Turbie                             | Gaston de Chasseloup-Laubat | De Dion               |
| 24. srpnja                   | Paris–Dieppe                                          | Albert de Dion              | De Dion               |
| 14. kolovoza                 | Paris–Trouville                                       | Gilles Hourgières           | Panhard               |
| 22. – 23. kolovoza           | Lyon–Uriage–Lyon                                      | Etienne Giraud              | Panhard               |
| 12. rujna                    | Arona–Stresa–Arona                                    | Giuseppe Cobianchi          | Benz                  |
| 1898.                        |                                                       |                             |                       |
| Datum                        | Naziv utrke                                           | Pobjednik vozač             | Pobjednik konstruktor |
| 6. – 7. ožujka               | Marseille–Nice                                        | Fernand Charron             | Panhard               |
| 1. svibnja                   | Course de Perigueux                                   | Gustave Leys                | Panhard               |
| 11. – 12. svibnja            | Criterium des Entraneurs                              | René de Knyff               | Panhard               |
| 24. svibnja                  | Berlin–Potsdam–Berlin                                 | Friedrich Greiner           | Daimler               |
| 29. svibnja                  | Bordeaux–Agen                                         | Henri Petit                 | Peugeot               |
| 25. – 26. svibnja            | Bruxelles–Spa                                         | Pierre de Crawhez           | Panhard               |
| 7. srpnja-13. srpnja         | Paris–Amsterdam–Paris                                 | Fernand Charron             | Panhard               |
| 17. srpnja                   | Torino–Asti–Alessandria–Torino                        | Guido Ehrenfreund           | Miari & Giusti        |
| 31. srpnja-1. kolovoza       | Lille–Calais–Lille                                    | Émile Kraeutler             | Peugeot               |
| 20. – 21. kolovoza           | Bordeaux-Biarritz                                     | René Loysel                 | Bollée                |
| 21. kolovoza                 | Lyon–Lagnieu                                          | Eldin                       | Peugeot               |
| 27. – 29. kolovoza           | Trafoi–Mendelpass                                     | Wilhelm Bauer               | Daimler               |
| 11. listopada                | Kubok Obschestva Velosipednoy Ezdy                    | Pavel Belyaev               | Clement               |
| 20. listopada                | St. Germain–Vernon–St. Germain                        | Alfred Levegh               | Mors                  |
| 1899.                        |                                                       |                             |                       |
| Datum                        | Naziv utrke                                           | Pobjednik vozač             | Pobjednik konstruktor |
| 26. siječnja                 | Coupe de Périgord                                     | Léonce Girardot             | Panhard               |
| 14. ožujka                   | Verona–Brescia–Mantua–Verona                          | Louis Bouvier               | Bollée                |
| 21. ožujka                   | Nice–Castellane–Nice                                  | Albert Lemaître             | Peugeot               |
| 6. travnja                   | Pau–Bayonne–Pau                                       | Albert Lemaître             | Peugeot               |
| 28. travnja                  | Limone–Cuneo–Torino                                   | De Gras                     | Peugeot               |
| 30. travnja                  | Torino–Pinerolo–Avigliani–Torino                      | De Gras                     | Peugeot               |
| 14. svibnja                  | Anvers                                                | Pierre de Crawhez           | Daimler               |
| 22. svibnja                  | Bordeaux–Périgueux–Bordeaux                           | Barbereau                   | Bollée                |
| 22. svibnja                  | Bologna–Poggio–Renatico–Malalbergo–Bologna            | Emilio Laporte              | Orio e Marchand       |
| 24. svibnja                  | Paris–Bordeaux                                        | Fernand Charron             | Panhard               |
| 6. lipnja                    | Critérium des Voiturettes                             | Wilfrid                     | Bollée                |
| 11. lipnja                   | Aubagne–Aix                                           | Gras                        | Peugeot               |
| 19. lipnja                   | Padova–Vicenza–Thiene–Bassano–Treviso–Padova          | Rossati                     | Mors                  |
| 1. srpnja                    | Bruxelles–Namur–Spa                                   | Gaétan de Knyff             | Panhard               |
| 2. srpnja                    | Frankfurt–Köln                                        | Fritz Held                  | Benz                  |
| 2. srpnja                    | Salon–Arles–St. Gabriel–Salon                         | de Farconnet                | Turcat-Méry           |
| 4. srpnja                    | Spa–Bastogne–Spa                                      | René de Knyff               | Panhard               |
| 14. srpnja                   | Mainz–Bingen–Coblenz–Mainz                            | Eugène de Dietrich          | De Dietrich           |
| 16. – 24. srpnja             | Tour de France                                        | René de Knyff               | Panhard               |
| 23. srpnja                   | Innsbruck–Munich                                      | Eugène de Dietrich          | De Dietrich           |
| 30. srpnja                   | Paris–Saint Malo                                      | Antony                      | Mors                  |
| 15. kolovoza                 | Piacenza–Cremona–Borgo–Piacenza                       | Emilio Laporte              | Orio & Marchand       |
| 27. kolovoza                 | Paris–Trouville                                       | Antony                      | Mors                  |
| 1. rujna                     | Paris–Oostende                                        | Léonce Girardot Levegh      | Panhard Mors          |
| 11. rujna                    | Brescia–Cremona–Mantova–Verona–Brescia                | Giuseppe Alberti            | Mors                  |
| 11. rujna                    | Treviso–Oderzo–Codogne–Conegliano–Treviso             | Andrea Antonini             | Benz                  |
| 17. rujna                    | Paris–Boulogne                                        | Léonce Girardot             | Panhard               |
| 20. rujna                    | Berlin–Leipzig                                        | Fritz Held & Richard Benz   | Benz                  |
| 1. listopada                 | Bordeaux–Biarritz                                     | Levegh                      | Mors                  |
| 8. listopada                 | Paris–Rambouillet–Paris                               | Louis Renault               | Renault               |
| 1900.                        |                                                       |                             |                       |
| Datum                        | Naziv utrke                                           | Pobjednik vozač             | Pobjednik konstruktor |
| 18. veljače                  | Course du Catalogue                                   | Léonce Girardot             | Panhard               |
| 25. veljače                  | Circuit du Sud-Ouest                                  | René de Knyff               | Panhard               |
| 26. ožujka                   | Nice–Marseille–Nice                                   | René de Knyff               | Panhard               |
| 18. travnja                  | Long Island Road Race                                 | Andrew L. Riker             | Riker Electric        |
| 23. travnja                  | Torino–Pinerolo–Saluzzo–Cuneo–Torino                  | Cuchelet                    | Peugeot               |
| 28. travnja                  | Torino–Asti                                           | Felice Nazzaro              | Fiat                  |
| 13. svibnja                  | Mannheim–Pforzheim–Mannheim                           | Fritz Held                  | Benz                  |
| 28. svibnja                  | Bologna–Corticella–Poggio Renatico–Malalbergo–Bologna | Lorenzo Ginori              | Bolide                |
| 1. – 2. lipnja               | Salzburg–Linz–Vienna                                  | Richard von Stern           | Daimler               |
| 3. – 4. lipnja               | Bordeaux–Périgueux–Bordeaux                           | Levegh                      | Mors                  |
| 14. lipnja                   | Coupe Gordon Bennett                                  | Fernand Charron             | Panhard               |
| 1. srpnja                    | Padua–Vicenza–Bassano–Treviso–Padua                   | Vincenzo Lancia             | Fiat                  |
| 1. srpnja                    | Critérium de Provence                                 | Camille Jenatzy             | Bolide                |
| 25. srpnja, 27. – 28. srpnja | Paris–Toulouse–Paris                                  | Levegh                      | Mors                  |
| 29. srpnja                   | Frankfurt                                             | Richard Benz                | Benz                  |
| 30. kolovoza – 2. rujna      | Berlin–Aachen                                         | Émile Kraeutler             | Benz                  |
| 10. rujna                    | Coppa Brescia                                         | Alberto Franchetti          | Panhard               |
| 1901.                        |                                                       |                             |                       |
| Datum                        | Naziv utrke                                           | Pobjednik vozač             | Pobjednik konstruktor |
| 17. veljače                  | Circuit du Sud-Ouest                                  | Maurice Farman              | Panhard               |
| 25. ožujka                   | Nice–Salon–Nice                                       | Wilhelm Werner              | Mercedes              |
| 12. svibnja                  | Mannheim–Pforzheim–Mannheim                           | Willy Tischbein             | De Dietrich           |
| 29. svibnja                  | Paris–Bordeaux                                        | Henri Fournier              | Mors                  |
| 29. svibnja                  | Coupe Gordon Bennett                                  | Léonce Girardot             | Panhard               |
| 27. – 29. lipnja             | Paris–Berlin                                          | Henri Fournier              | Mors                  |
| 30. lipnja                   | Coppa Italia                                          | Guido Adami                 | Panhard               |
| 24. kolovoza                 | Piombino–Grosseto                                     | Felice Nazzaro              | Fiat                  |
| 1. rujna                     | Oostende                                              | Pierre de Caters            | Mors                  |
| 1902.                        |                                                       |                             |                       |
| Datum                        | Naziv utrke                                           | Pobjednik vozač             | Pobjednik konstruktor |
| 15. – 16. svibnja            | Circuit du Nord                                       | Maurice Farman              | Panhard               |
| 26. – 28. lipnja             | Gordon Bennett Cup                                    | Selwyn Edge                 | Napier & Son          |
| 26. – 28. lipnja             | Paris–Vienna                                          | Marcel Renault              | Renault               |
| 31. srpnja                   | Circuit des Ardennes                                  | Charles Jarrott             | Panhard               |
| 31. kolovoza                 | Frankfurt Circuit Race                                | Wilhelm Werner              | Mercedes              |
| 14. rujna                    | Critérium de Provence                                 | Paul Chauchard              | Panhard               |
| 1903.                        |                                                       |                             |                       |
| Datum                        | Naziv utrke                                           | Pobjednik vozač             | Pobjednik konstruktor |
| 24. svibnja                  | Paris–Madrid                                          | Fernand Gabriel             | Mors                  |
| 22. lipnja                   | Circuit des Ardennes                                  | Pierre de Crawhez           | Panhard               |
| 2. srpnja                    | Gordon Bennett Cup                                    | Camille Jenatzy             | Mercedes              |
| 30. kolovoza                 | Frankfurt Circuit Race                                | Willy Pöge                  | Mercedes              |
| 18. listopada                | Westend                                               | Gustav Müller               | Mercedes              |
| 1904.                        |                                                       |                             |                       |
| Datum                        | Naziv utrke                                           | Pobjednik vozač             | Pobjednik konstruktor |
| 20. svibnja                  | Éliminatoires Françaises de la Coupe Internationale   | Léon Théry                  | Richard-Brasier       |
| 17. lipnja                   | Coupe Gordon Bennett                                  | Léon Théry                  | Richard-Brasier       |
| 19. lipnja                   | Frankfurt                                             | Willy Pöge                  | Mercedes              |
| 25. srpnja                   | Circuit des Ardennes                                  | George Heath                | Panhard               |
| 5. rujna                     | Coppa Brescia                                         | Vincenzo Lancia             | Fiat                  |
| 8. listopada                 | Vanderbilt Cup                                        | George Heath                | Panhard               |
| 23. listopada                | Bahrenfeld                                            | Victor Hémery               | Opel-Darracq          |
| 1905.                        |                                                       |                             |                       |
| Datum                        | Naziv utrke                                           | Pobjednik vozač             | Pobjednik konstruktor |
| 15. veljače                  | Cuban Race                                            | Ernesto Carricaburu         | Mercedes              |
| 30. svibnja                  | English Elimination Trials                            | Clifford Earp               | Napier & Son          |
| 16. lipnja                   | Éliminatoires Françaises de la Coupe Internationale   | Léon Théry                  | Richard-Brasier       |
| 5. srpnja                    | Coupe Gordon Bennett                                  | Léon Théry                  | Richard-Brasier       |
| 7. kolovoza                  | Circuit des Ardennes                                  | Victor Hémery               | Darracq               |
| 27. kolovoza                 | Frankfurt Circuit Race                                | Fritz Opel                  | Opel                  |
| 3. rujna                     | Bahrenfeld race                                       | Henri Jeannin               | Argus                 |
| 9. rujna                     | Coppa Florio                                          | Giovanni Battista Raggio    | Itala                 |
| 23. rujna                    | Vanderbilt Elimination Race                           | Albert Dingley              | Pope-Toledo           |
| 14. listopada                | Vanderbilt Cup                                        | Victor Hémery               | Darracq               |

## Vanjske poveznice
- Grand Prix Winners Part 1 (1895-1916)  Arhivirana inačica izvorne stranice od 13. travnja 2009. (Wayback Machine)